# Dieta de Compiègne (824)
La dieta de Compiegne del 824 fou una reunió o assemblea general de l'Imperi Carolingi feta a Compiegne la primavera del 824 en què el punt principal fou la guerra contra els bretons que s'havien revoltat
Però en aquell any hi havia escassedat d'aliments a França i l'expedició es va demorar fins a la tardor en què l'exèrcit es va posar en marxa. Arribats a Rennes les forces militars es van dividir en tres cossos: el primer sota les ordes del mateix emperador Lluís el Pietós i els altres dos dels seus fills el rei Pipí I d'Aquitània i el rei Lluís el Germànic. L'expedició va durar 40 dies i el país dels bretons fou assolat; els van haver de sotmetre i entregar ostatges. Llavors Lluís el Pietós va anar a Rouen on es va reunir amb l'emperadriu Judit amb la que s'havia casat feia 5 anys (un any després de la mort de la seva primera esposa Ermengarda).